# Bliesmühle

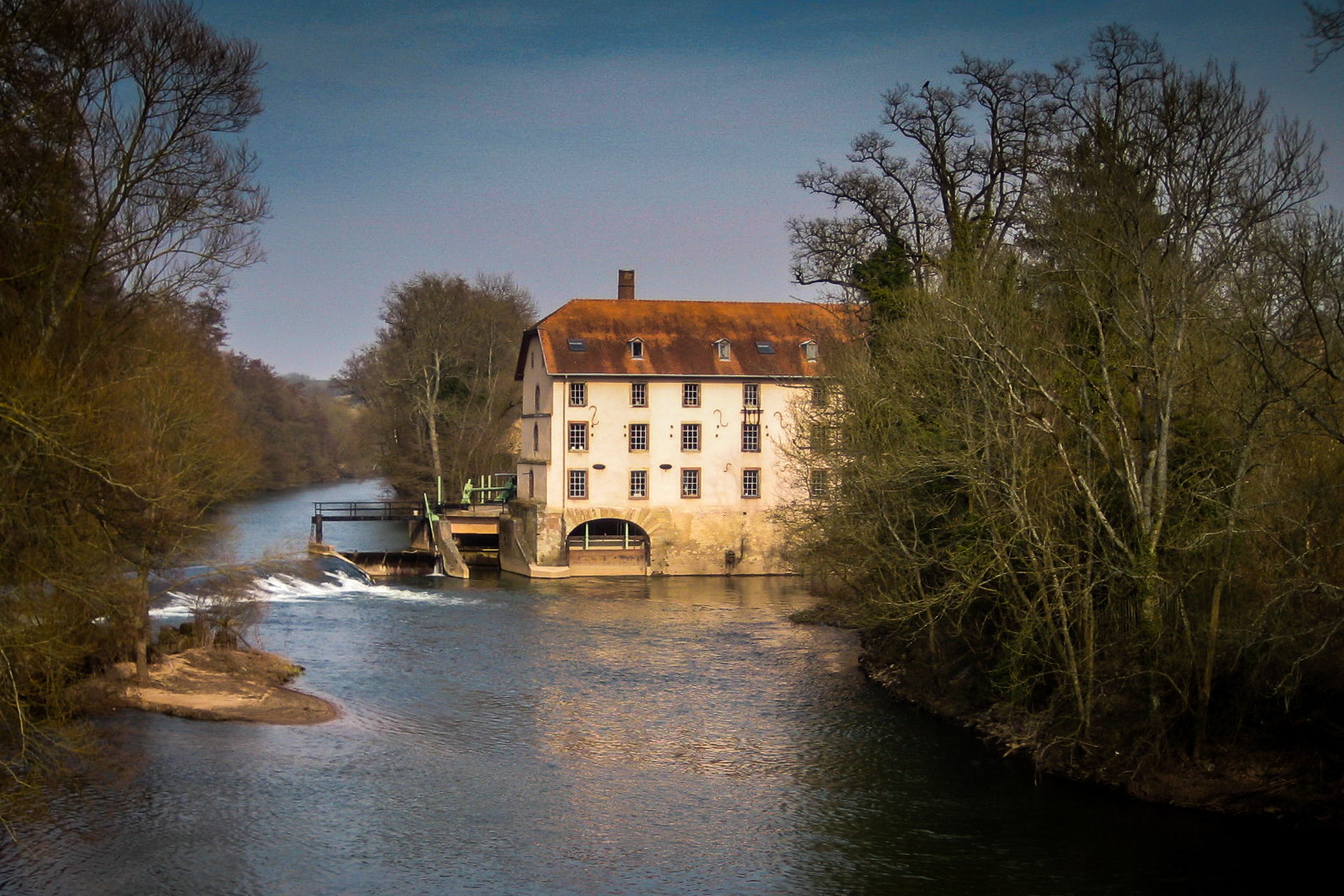
Die Bliesmühle in Saargemünd

Einblicke in die Ausstellung
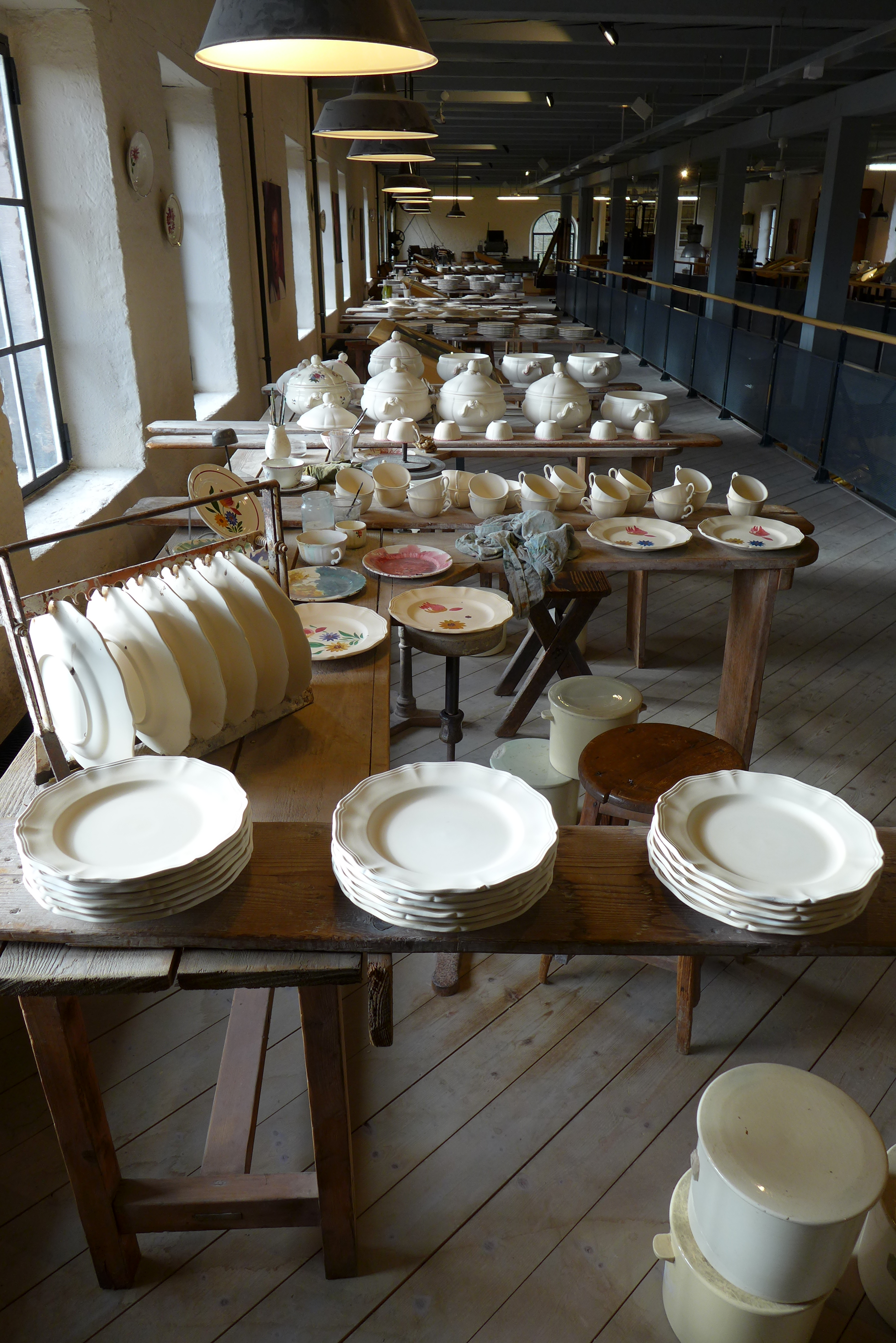
Ein Teil des präsentierten weißen Porzellans
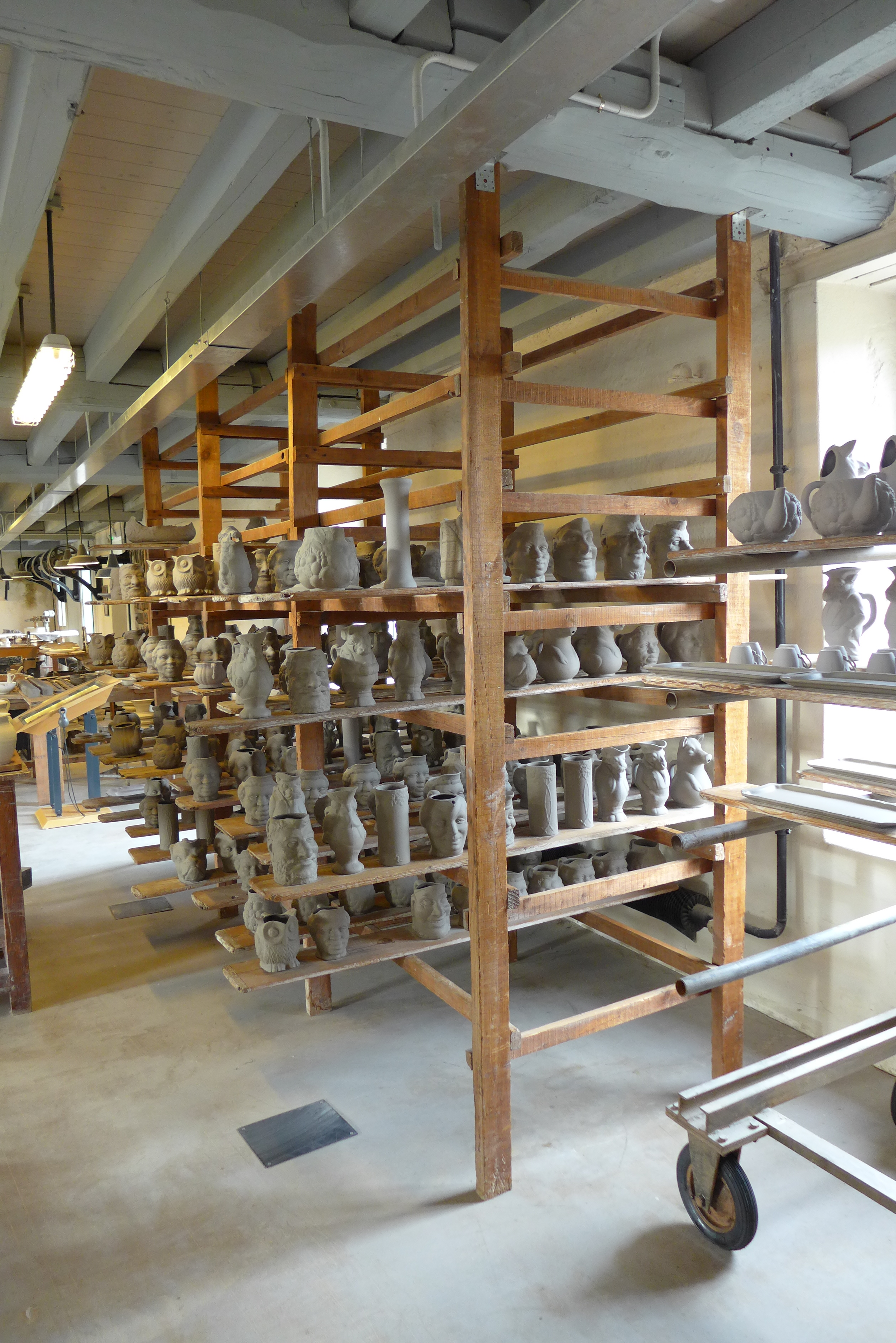
Ein Teil der ausgestellten grauen Keramik

Die Bliesmühle (französisch Moulin de la Blies) befindet sich in Saargemünd im französischen Département Moselle. Die ehemalige Steinmühle wurde 1841 an der Blies, einem Nebenfluss der Saar, errichtet und ist heute ein Museum für die Techniken der Herstellung von Steingut.

## Geschichte
Die Bliesmühle wurde 1841 von Alexandre de Geiger erbaut und war von da an bis 1969 in Betrieb. Die Mühle wurde zur Herstellung der Rohmasse für Steingut genutzt. Den Werkstoff verwendete man für die Fayencen von Saargemünd. Im Jahr 1990 wurde die Mühle von der Stadt Saargemünd gekauft und 1998 zum Museum für Steingut-Techniken umgewandelt. 2009 wurde die Gartenanlage des Museums für die Öffentlichkeit zugänglich gemacht.
Die Bliesmühle vertrat im Jahr 2015 Lothringen in Stéphane Berns Sendung Le monument préféré des Français auf France 2. Sie belegte den 9. Platz.

## Sammlung
2018 überließen France und Wolfgang Kermer, ein deutsch-französisches Ehepaar, der Stadt Saargemünd ihre Privatsammlung französischer Keramik aus den Jahren 1970 bis 2000, die in verschiedenen deutschen Museen gezeigt wurde und letztendlich im Museum in der Bliesmühle ausgestellt ist. Die Schenkung zeigt Werke von rund 100 Keramikern. Die während fast 40 Jahren entstandene Sammlung bietet ein noch nie veröffentlichtes und besonderes Bild der Keramik in Frankreich zwischen 1970 und 2000, so die Revue de la Céramique et du Verre. Im Jahr 2020 veröffentlichte Anne-Claire Meffre einen ausführlichen Artikel über das Ehepaar Kermer.
In der Ausstellung sind folgende Keramiker repräsentiert:
- Nicole et Michel Anasse
- Éric Astoul
- Suzy (Sue) Atkins
- Jean-Paul Azaïs
- Paul Badié
- Pierre Baey
- Pierre Bayle
- René Ben-Lisa
- Jean Biagini
- Claire Bogino
- Rémi Bonhert
- Hildegund Bonhert-Schlichenmaier
- Serge Bottagisio et Agnès Decoux
- Alain Bresson
- Jacques Buchholtz
- Anne Bulliot
- Gisèle Buthod-Garçon
- Thiébaut Chagué
- Tristan Chaillot
- Claude Champy
- Roger Collet
- Loul Combres
- Daphné Corregan
- Agnés Coupey
- Mireille Dailler
- Geneviève de Cissey-Dalban et Aguilberte Dalban
- Martine Damas
- Robert Deblander
- Claire Debril
- Silvie Defraoui
- Bernard Dejonghe
- Emmanuelle et Jean-Luc Demolliens
- Sylvie Didier-Fresnay
- Philippe Dubuc
- Gilles Duru
- Eva Eisenloeffel
- Istvan Erdödi
- Richard Esteban
- Christine Fabre
- Jean-François Fouilhoux
- Pierre Fouquet
- Annie Fourmanoir
- François Fresnay
- Michel Gardelle
- Jean-Nicolas Gérard
- Alain Girel
- Jean Girel
- Charles Hair
- Valérie Hermans
- Christiane Iskander
- Élisabeth Joulia
- Steen Kepp
- Anne Kjærsgaard
- Anne Krog-Øvrebø
- Gérard Lachens
- Jacques Lacheny
- Philippe Lambercy
- Arnaud Lang
- Agathe Larpent
- Pierre Lemaître
- Jean Lerat
- Jacqueline Lerat
- Jean Linard
- David Miller
- Monique Mohy
- Yves Mohy
- Daniel de Montmollin
- Setsuko Nagasawa
- Jan (Johannes Joseph) Oosterman
- Nadia Pasquer
- André Pelt
- Brigitte Pénicaud
- Serge Pillard
- Nili Pincas
- Evelyne Porret et Michel Pastore
- Gilbert Portanier
- Vincent Potier
- Jean-Jacques Prolongeau
- Marianne Requena
- Pierre Roulot
- Hervé Rousseau et Josette Miquel
- André Rozay
- Loys Ruhlmann
- Paul Salmona
- Olivier et Nicolas Sourdive
- Janet Stedman
- Georges Sybesma
- Catherine Vanier
- Claude Varlan
- Alice de Vinck
- Antoine de Vinck
- Jean-Pierre Viot
- Camille Virot
- Frédéric Watteel
- Anne Weitjens (Anne Oosterman-Weitjens-Rosendahl)
- Seung-Ho Yang

Anlässlich des 20-jährigen Jubiläums der Mühle an der Blies am 6. und 7. Oktober 2018 überreichten France und Wolfgang Kermer dem Museum ein Kunstobjekt, das vor Ort von Gilles Greff, einem Keramiker und Vermittler des Kulturerbes der Saargemünder Museen, hergestellt wurde.